# Le Jeune Messie
Pour plus de détails, voir Fiche technique et Distribution.
Le Jeune Messie (The Young Messiah) est un film américain sur l'enfance de Jésus de Nazareth, tiré du roman d'Anne Rice Christ the Lord: Out of Egypt. Il a été coécrit et réalisé par Cyrus Nowrasteh et est sorti en 2016.

## Synopsis
Jésus de Nazareth, âgé de 7 ans, a déjà accompli plusieurs miracles. Les gens de son village en Égypte en sont effrayés. Ses parents et lui prennent donc le chemin du retour vers Nazareth. Ayant appris l'existence d'un messie, Hérode envoie Severus le pourchasser.

## Fiche technique
- Titre original : The Young Messiah
- Titre français et québécois : Le Jeune Messie[2]
- Réalisation : Cyrus Nowrasteh
- Scénario : Cyrus Nowrasteh et Betsy Giffen Nowrasteh d'après le roman d'Anne Rice
- Direction artistique : Francesco Frigeri
- Décors : Domenico Sica
- Costumes : Stefano De Nardis
- Photographie : Joel Ransom
- Montage : Geoffrey Rowland
- Musique : John Debney
- Production : Michael Barnathan, Chris Columbus[3], Tracy K. Price et Mark Radcliffe
- Sociétés de production : 1492 Pictures, CJ Entertainment, Hyde Park Entertainment et Ocean Blue Entertainment
- Sociétés de distribution : Film District[4]
- Budget : 18,5 millions $
- Pays d’origine :  États-Unis
- Langue : anglais
- Format : couleurs - 35 mm - 2,35:1 - Son Dolby numérique
- Genre : drame
- Durée : 111 minutes
- Date de sortie :
  - États-Unis et Canada : 11 mars 2016
  - France : 19 mars 2020 (sortie DVD[2])

## Distribution
- Adam Greaves-Neal (VQ : André Kasper) : Jésus de Nazareth
- Sean Bean (VQ : Benoît Rousseau) : Severus
- David Bradley : un rabbin
- Lee Boardman : le chef de la légion romaine
- Jonathan Bailey (VQ : Nicolas Charbonneaux-Collombet) : Hérode
- David Burke : un rabbin aveugle
- Rory Keenan (VQ : Frédérik Zacharek) : le démon
- Isabelle Adriani : Seleni
- Vincent Walsh (VQ : Pierre-Étienne Rouillard) : Joseph
- Agni Scott (VQ : Marika Lhoumeau) : Myriam
- Sara Lazzaro (VQ : Rachel Graton) : Marie
- Paul Ireland : l'optio
- Jarreth J. Merz : Aaron, le père d'Éliézer
- Dorotea Mercuri : la mère d'Éliézer
- Christian McKay (VQ : Thiéry Dubé) : Cléophas
- Jane Lapotaire (VQ : Élisabeth Chouvalidzé) : Sarah
- Clive Russell : Weer